# Carol Shea-Porter

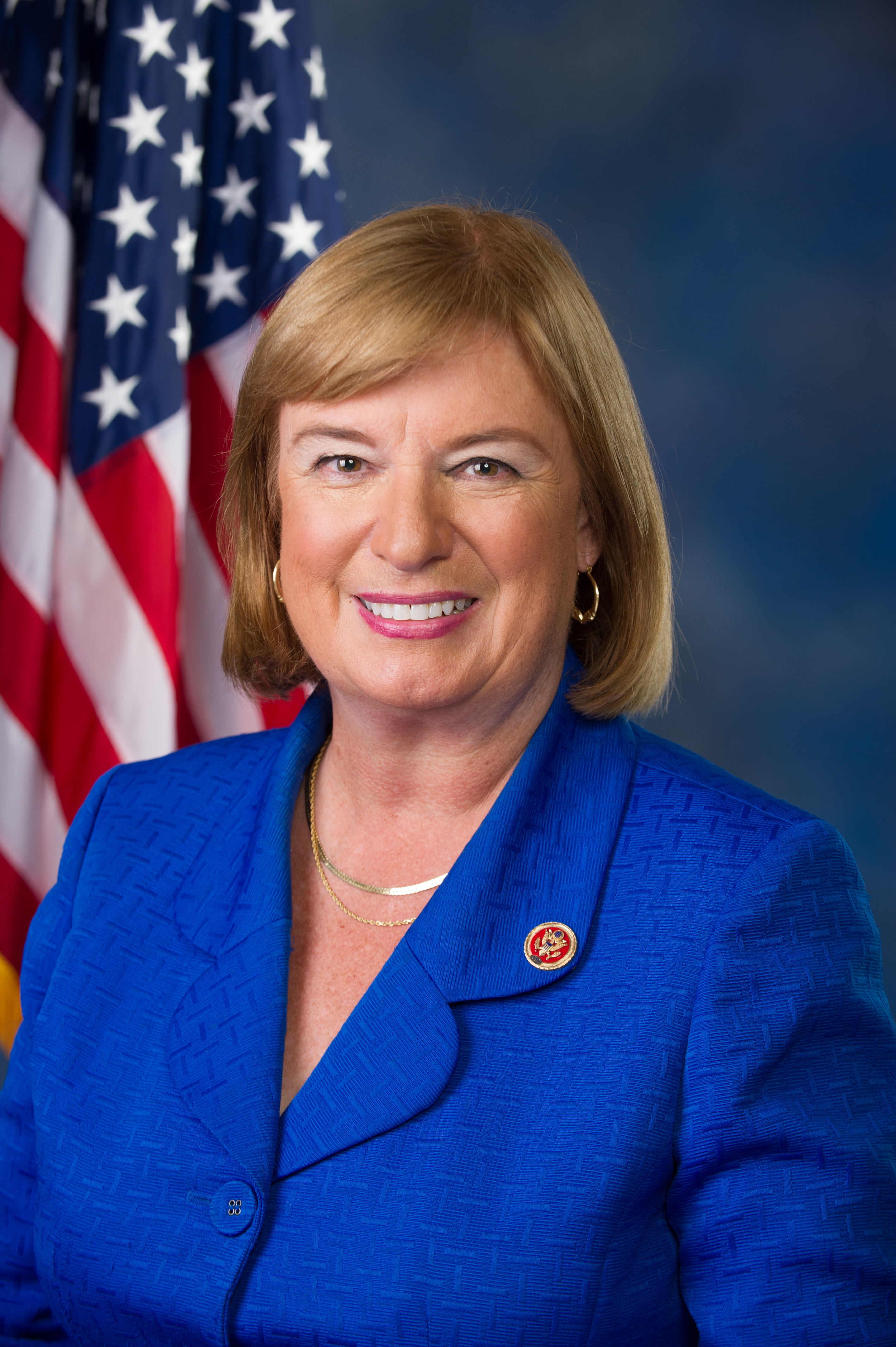
Carol Shea-Porter (2013)

Carol Shea-Porter (* 2. Dezember 1952 in New York City) ist eine US-amerikanische Politikerin der Demokratischen Partei. Sie vertrat von 2007 bis 2011, von 2013 bis 2015 und von 2017 bis 2019 den 1. Kongresswahlbezirk des Bundesstaats New Hampshire im US-Repräsentantenhaus.

## Familie, Ausbildung und Beruf
Carol Shea, so ihr Geburtsname, besuchte bis 1971 die Oyster River High School in Durham (New Hampshire). Danach studierte sie bis 1979 an der University of New Hampshire. Anschließend war sie Sozialarbeiterin und leitete entsprechende Einrichtungen in New Orleans und Maryland. Sie half auch in New Orleans nach dem Hurrikan Katrina.
Carol Shea-Porter ist mit Gene Porter verheiratet. Das Paar lebt in Rochester.

## Politische Laufbahn
Nach ihrem Sieg bei den Kongresswahlen des Jahres 2006 im ersten Wahlbezirk von New Hampshire zog sie in das US-Repräsentantenhaus in Washington ein. Dort trat sie am 3. Januar 2007 die Nachfolge des Republikaners Jeb Bradley an, den sie bei der Wahl geschlagen hatte. Nach einer Wiederwahl im Jahr 2008 schied sie am 3. Januar 2011 aus dem Kongress aus, nachdem sie bei der Wahl 2010 gegen Frank Guinta verloren hatte. Shea-Porter war während dieser Zeit Mitglied im Streitkräfteausschuss, im Ausschuss für Erziehung und Arbeit sowie im Ausschuss, der sich mit den Naturschätzen befasst. In jedem dieser Ausschüsse war sie jeweils Mitglied zweier Unterausschüsse.
Bei der Wahl im November 2012 konnte sie ihren früheren Sitz gegen Guinta wiedergewinnen, so dass am 3. Januar 2013 ihr zweites Mandat im Kongress begann. Da sie bei der Wahl im November 2014 erneut gegen Guinta verlor, schied sie am 3. Januar 2015 erneut aus dem Kongress aus.
Bei der Wahl 2016 setzte sie sich in einem weiteren Wahlduell mit Guinta durch und gehört dem US-Repräsentantenhaus seit dem 3. Januar 2017 wieder an. Am 6. Oktober 2017 gab sie bekannt, sich bei der folgenden Wahl 2018 nicht wieder zu bewerben, sondern sich aus der Politik zurückzuziehen; ihr Mandat endet am 3. Januar 2019. Ihr Sitz gilt als einer der umkämpftesten des Landes: Hatte dort Shea-Porter 2016 mit zwei Prozent Stimmenvorsprung knapp gewonnen, hatte der Republikaner Donald Trump dort bei der gleichzeitigen Präsidentschaftswahl vorne gelegen, während der Demokrat Barack Obama 2008 und 2012 gewonnen hatte.

## Positionen
Shea-Porter gilt als politisch links (amerikanisch: „liberal“) und unterstützte Forderungen nach einem Zeitplan zum Truppenabzug aus dem Irak nach dem Irakkrieg. Ferner setzte sie sich für Mindestlöhne ein und unterstützte die Gesundheitsreform von Präsident Barack Obama („Obamacare“).

## Belege
1. ↑  Christina Marcos: Vulnerable Democrat won’t seek reelection. In: The Hill, 6. Oktober 2017.

| Personendaten    | Personendaten                |
| ---------------- | ---------------------------- |
| NAME             | Shea-Porter, Carol           |
| KURZBESCHREIBUNG | US-amerikanische Politikerin |
| GEBURTSDATUM     | 2. Dezember 1952             |
| GEBURTSORT       | New York City, New York      |